# Cima dei Bureloni
La Cima dei Bureloni est un sommet des Alpes italiennes situé dans le chaînon des Pale di San Martino dans les Dolomites. Elle s'élève à 3 130 m d'altitude ce qui en fait le 3e plus haut sommet du chaînon.